# Romedio Schmitz-Esser

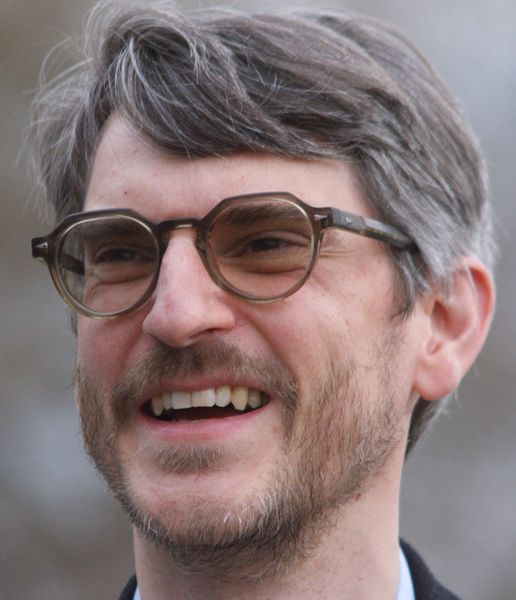
Romedio Schmitz-Esser im Jahr 2022, aufgenommen von Werner Maleczek auf einer Reichenau-Tagung des Konstanzer Arbeitskreises für mittelalterliche Geschichte

Romedio Schmitz-Esser (* 1978 in Hamburg) ist ein deutscher Historiker und Kulturwissenschaftler. Er war von 2017 bis 2020 Professor für Allgemeine Geschichte des Mittelalters und Historische Hilfswissenschaften an der Universität Graz und ab 2018 Leiter des Instituts für Geschichte dieser Universität. Seit Oktober 2020 lehrt er als W3-Professor für Mittelalterliche Geschichte mit dem Schwerpunkt Spätes Mittelalter an der Ruprecht-Karls-Universität Heidelberg.

## Leben
Nach dem Abitur an der Sankt-Ansgar-Schule in Hamburg studierte Schmitz-Esser von 1998 bis 2005 Geschichte und Kunstgeschichte an der Universität Innsbruck. Seit 2002 ist Schmitz-Esser freier Mitarbeiter der Österreichischen Akademie der Wissenschaften und publizierte gemeinsam mit Werner Köfler den ersten Editionsband der Tiroler Inschriften in der Wiener Reihe der Deutschen Inschriften. 2004 war er Stipendiat des Österreichischen Historischen Instituts in Rom. 2005 wurde er mit einer von Josef Riedmann und Klaus Brandstätter betreuten Arbeit unter dem Thema Arnold von Brescia im Spiegel von acht Jahrhunderten Rezeption. Ein Beispiel für Europas Umgang mit der mittelalterlichen Geschichte vom Humanismus bis heute promoviert. Von 2005 bis 2008 leitete er als Stadthistoriker der Stadt Hall in Tirol eines der größten Kommunalarchive Westösterreichs. 2006/2007 war er Lehrbeauftragter an der Universität Innsbruck.
Von 2008 bis 2014 war er wissenschaftlicher Assistent bzw. Oberassistent bei Knut Görich am Historischen Seminar der Ludwig-Maximilians-Universität München. 2010/2011 war er als Stipendiat der Fritz Thyssen Stiftung für Forschungsaufenthalte in Paris (Deutsches Historisches Institut und École des hautes études en sciences sociales) und London (Deutsches Historisches Institut). Von 2011 bis 2012 war er Feodor-Lynen-Stipendiat der Alexander-von-Humboldt-Stiftung an der Duke University in North Carolina. 2013 habilitierte er sich und erhielt die Lehrbefugnis für die Fachgebiete Mittelalterliche Geschichte und Geschichtliche Hilfswissenschaften an der Universität München. Im März 2014 lehrte Romedio Schmitz-Esser als Short Time Lecturer an der Jinan University im chinesischen Guangzhou.
Von September 2014 bis Dezember 2016 war er Direktor des Deutschen Studienzentrums in Venedig und Visiting Researcher an der Universität Venedig. Von Januar 2017 bis 2020 war er Professor für Allgemeine Geschichte des Mittelalters und Historische Hilfswissenschaften am Institut für Geschichte der Universität Graz, das er von 2018 bis 2020 leitete. Seit 1. Oktober 2020 lehrt er als Nachfolger von Bernd Schneidmüller als Professor für Mittelalterliche Geschichte mit dem Schwerpunkt Spätes Mittelalter an der Ruprecht-Karls-Universität Heidelberg. Er ist seit April 2021 gemeinsam mit Jörg Peltzer Direktor des Instituts für Fränkisch-Pfälzische Geschichte und Landeskunde.
Er ist verheiratet mit der österreichischen Künstlerin und Schriftstellerin Claudia Schmitz-Esser.

## Forschungsschwerpunkte
Seine Forschungsschwerpunkte liegen in den Bereichen Kultur- und Mentalitätsgeschichte des Mittelalters (Körpergeschichte, Häresien), der Geschichte Italiens und der Römischen Kommune (Arnold von Brescia), der Epigraphik des Alpenraumes und der materiellen Kultur des Mittelalters.
Seine Dissertation über die Rezeption des hochmittelalterlichen Schismatikers Arnold von Brescia historisierte den Standpunkt der Geschichtswissenschaft gegenüber dem Mittelalter und zeigte, wie Urteile über das 12. Jahrhundert durch die Auseinandersetzung in der Historiographie, im Theater und in der Kunst einer bis in die Gegenwart reichenden Veränderung unterlagen, die nur bedingt von den erhaltenen Quellen beeinflusst wurde. Den Diskussionen um Arnold von Brescia im Risorgimento widmet die Arbeit besondere Aufmerksamkeit. Neben der Geschichte der Römischen Kommune ist es besonders die venezianische Geschichte, die Schmitz-Esser erforschte. So schlug er unter anderem eine neue Lesart des Friedens von Venedig 1177 vor. Am Deutschen Studienzentrum initiierte Schmitz-Esser den Forschungsschwerpunkt „kinesis – Stadt und Bewegung“, der sich mit der Rolle Venedigs im Rahmen der Globalgeschichte kritisch auseinandersetzt.
In seiner 2014 veröffentlichten Habilitationsschrift Der Leichnam im Mittelalter verbindet er die Erkenntnisse der Mittelalterarchäologie mit den Schriftquellen zum Umgang mit dem toten Körper im Mittelalter. Das Werk wurde unter anderem aufgrund seiner umfassenden Erarbeitung der mittelalterlichen Einbalsamierung, des mittelalterlichen Bestattungswesens und der Behandlung der Verbrennungsstrafe ausführlich rezipiert. Die Arbeit erschien im Verlag Harvey Miller in englischer Übersetzung.
Zu den interdisziplinären Arbeiten Schmitz-Essers zählen auch mehrere Beiträge zu bedeutsamen Gegenständen der mittelalterlichen Geschichte. So stellte er gemeinsam mit Roman Deutinger die Identifizierung einer Figur am Portal des Freisinger Doms mit Kaiser Friedrich Barbarossa in Frage und bot eine Neudeutung der Ikonographie an. Eine kritische Auseinandersetzung mit der mumifizierten Hand und der Grabplatte Rudolfs von Rheinfelden in Merseburg resultierte in dem Vorschlag einer Entstehung des Monuments im früheren 12. Jahrhundert, also deutlich später als bisher angenommen.
2007 kuratierte er die Ausstellung Der Taler um 1500. Eine Haller Münze zwischen Arm und Reich in der Münze Hall in Tirol, seit 2019 ist er im wissenschaftlichen Beirat für das neue Schlossbergmuseum in Graz. Zusammen mit Jan Keupp initiierte er das internationale DFG-Netzwerk „Neue alte Sachlichkeit: Realienkunde des Mittelalters in kulturhistorischer Perspektive“.

## Ehrungen
2003 erhielt Schmitz-Esser Studienförderpreise der „Richard & Emmy Bahr-Stiftung in Schaffhausen“. 2005 bekam er für die Dissertation den Theodor-Körner-Preis für Wissenschaft und Kunst. Für seine Habilitationsschrift wurde Schmitz-Esser 2016 vom Verband der Historiker und Historikerinnen Deutschlands der Carl-Erdmann-Preis und vom Börsenverein des Deutschen Buchhandels der Übersetzungspreis „Geisteswissenschaften International“ verliehen.

## Schriften (Auswahl)
Romedio Schmitz-Esser ist Mitherausgeber der Reihen Beihefte zur Mediaevistik, Forum historische Forschung. Mittelalter, gab die Reihen Venetiana und Forum Hall in Tirol. Neues zur Geschichte der Stadt heraus. Er ist im wissenschaftlichen Beratergremium der Zeitschriften Mediaevistik und MEMO – Medieval and Early Modern Material Culture Online.
Monographien
- Um 1500. Europa zur Zeit Albrecht Dürers. WBG Theiss, Darmstadt 2023, ISBN 978-3-8062-4608-7.
- Der Leichnam im Mittelalter. Einbalsamierung, Verbrennung und die kulturelle Konstruktion des toten Körpers (= Mittelalter-Forschungen. Bd. 48). Thorbecke, Ostfildern 2014, ISBN 978-3-7995-4367-5 (online).
- mit Werner Köfler: Die Inschriften der Politischen Bezirke Imst, Landeck und Reutte (= Die Deutschen Inschriften. Bd. 82 = Die Deutschen Inschriften. Wiener Reihe. Bd. 7 = Die Inschriften des Bundeslandes Tirol. Bd. 1). Verlag der Österreichischen Akademie der Wissenschaften, Wien 2013, ISBN 978-3-7001-7068-6.
- Arnold von Brescia im Spiegel von acht Jahrhunderten Rezeption. Ein Beispiel für Europas Umgang mit der mittelalterlichen Geschichte vom Humanismus bis heute (= Geschichte. Bd. 74). Lit, Wien u. a. 2007, ISBN 978-3-8258-9469-6.
- Der Taler um 1500. Eine Haller Münze zwischen Arm und Reich. Katalog. Mit Beiträgen von Alexander Zanesco und George McGlynn (= Haller Münzblätter. Band 7, Nr. 9/10/11). 2007, ZDB-ID 519329-1, S. 207–284.
- mit Verena Friedrich: Pfarrkirche St. Nikolaus und Kapellen. Stadt Hall in Tirol – politischer Bezirk Innsbruck Land – Bistum Innsbruck – Dekanat Hall in Tirol. = Hall in Tirol, Pfarrkirche St. Nikolaus (= Peda-Kunstführer. Nr. 665). Kunstverlag Peda, Passau 2007, ISBN 978-3-89643-665-8.
- Hall in Tirol. Seinerzeit und Heute. Com’era e com’è. Past and Present. Ayer y Hoy. Herausgegeben vom Fotoclub Hall in Tirol. Ablinger.Garber, Hall in Tirol 2006, ISBN 3-9501945-9-2.

Herausgeberschaften
- mit Alexander Zanesco: Forum Hall in Tirol: Neues zur Geschichte der Stadt. 3 Bände. Ablinger.Garber, Hall in Tirol 2006–2012:
  - Band 1 (= Nearchos. Sonderheft 14). 2006, ISBN 3-9501945-8-4;
  - Band 2 (= Nearchos. Sonderheft 16). 2008, ISBN 978-3-9502285-4-0;
  - Band 3 (= Nearchos. Sonderheft 19). 2012, ISBN 978-3-9502728-9-5.
- mit Knut Görich: BarbarossaBilder. Entstehungskontexte, Erwartungshorizonte, Verwendungszusammenhänge. Schnell & Steiner, Regensburg 2014, ISBN 978-3-7954-2901-0.
- Venezia nel contesto globale. Venedig im globalen Kontext. Viella, Rom 2018, ISBN 978-8-8672-8760-4.